# Antonio Muñoz Gómez
Antonio Muñoz Gómez, més conegut com a Toni (Còrdova, Andalusia, 4 de febrer de 1968), és un exfutbolista andalús. Va jugar de lateral en el Córdoba Club de Futbol i en el Club Atlético de Madrid. Després de retirar-se va ocupar diversos càrrecs directius en el club madrileny.

## Trajectòria
Toni es va criar a Còrdova i va jugar en el principal club de la ciutat una temporada. L'Atlètic Madrileny el va fitxar i va pujar al primer equip del club matalasser en 1990. Allí va jugar 10 temporades on va formar part de l'equip titular del doblet i va guanyar una lliga i 3 Copes del rei.
Després de retirar-se com futbolista va ser director de futbol base del club madrileny dos anys i director esportiu fins a l'any 2006 en el qual va renunciar després de no classificar-se el club per a competicions europees.
Toni va jugar un total de 243 partits en Primera divisió i va marcar 2 gols.

## Selecció
Ha estat internacional amb la selecció espanyola en 10 ocasions entre 1992 i 1993.

## Clubs
| Club                    | Any       |
| ----------------------- | --------- |
| Córdoba Club de Fútbol  | 1987-1988 |
| Club Atlético de Madrid | 1988-2000 |

## Palmarès
| Títol        | Club                    | Any       |
| ------------ | ----------------------- | --------- |
| Copa del Rei | Club Atlético de Madrid | 1990-1991 |
| Copa del Rei | Club Atlético de Madrid | 1991-1992 |
| Copa del Rei | Club Atlético de Madrid | 1995-1996 |
| Lliga        | Club Atlético de Madrid | 1995-1996 |